# Anoussim

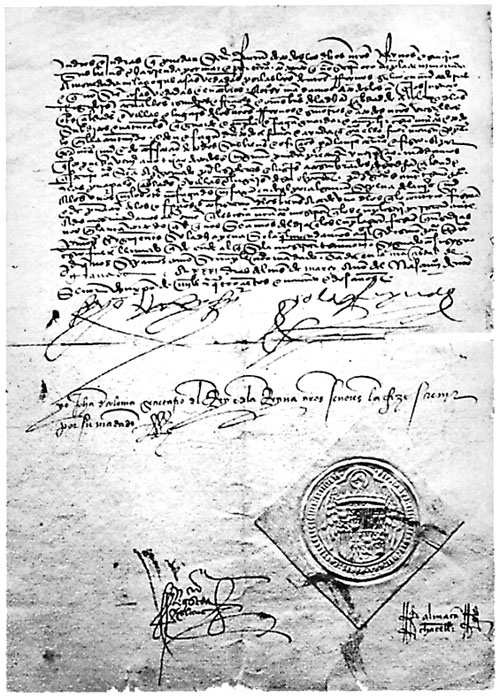
Copie de l'édit espagnol d'expulsion

Anoussim (hébr. אנוסים, sing. Anouss, "contraint") est le terme employé dans la littérature rabbinique pour désigner les Juifs convertis sous la contrainte à l'islam et au christianisme, ces derniers étant plus connus en français sous le nom de « marranes ». Toutefois, le terme s'en distingue, ne possédant aucune connotation injurieuse (alors que marrano signifie « porc » en espagnol) et désignant les crypto-juifs (convertis qui continuèrent à maintenir une pratique secrète, et souvent déformée, du judaïsme), alors que le terme « marrane » regroupe sans distinction convertis sincères et chrétiens de façade. 
Les Anoussim ont été particulièrement nombreux en Europe chrétienne (Espagne dès 1391, puis en 1492 et Portugal 1496) ainsi qu'au Maghreb (règne des Almoravides et des Almohades dont le territoire allait de l'Espagne au Nord jusqu'au Sénégal et au Mali au Sud). Sous le règne de ces derniers, certains chercheurs affirment que le talmudiste Moïse Maïmonide fut contraint lui aussi de se convertir à l'Islam. Au sujet de la conversion forcée, Moïse Maïmonide a écrit une Épître sur la persécution, en judéo-arabe, dont seul le titre en hébreu, איגרת השמד (Iggeret ha-shemad), est connu. Dans cette épître, il s'adresse aux Juifs yéménites persécutés, et leur répond qu'il était permis de se convertir à une autre religion pour sauver sa vie, contrairement à ce qu'enseigne le judaïsme (Kiddouch hachem). 
Notons cependant que la loi rabbinique fait une différence entre la conversion à l'islam et la conversion au christianisme.
A contrario, on appellera meshumadim les Juifs apostats qui embrassent volontairement une autre religion.